# 2013 à Terre-Neuve-et-Labrador
Chronologie de Terre-Neuve-et-Labrador
- 2009
- 2010
- 2011
- 2012
- 2013
- 2014
- 2015
- 2016
- 2017

Cette page concerne des événements d'actualité qui se sont produits durant l'année 2013 dans la province canadienne de Terre-Neuve-et-Labrador.

## Politique
- Premier ministre : Kathy Dunderdale
- Chef de l'Opposition :
- Lieutenant-gouverneur : John Crosbie puis Frank Fagan
- Législature :

## Événements
- 19 mars : Frank Fagan devient lieutenant-gouverneur de Terre-Neuve-et-Labrador. Il succède à John Crosbie.